# Pentacheles validus
Pentacheles validus är en kräftdjursart som beskrevs av Alphonse Milne-Edwards 1880. Pentacheles validus ingår i släktet Pentacheles och familjen Polychelidae. IUCN kategoriserar arten globalt som livskraftig. Inga underarter finns listade i Catalogue of Life.